# Crystal Days: 1979–1999
Crystal Days: 1979–1999 es una caja recopilatoria de la banda británica de post punk Echo & the Bunnymen, publicado el 17 de julio de 2001. Recopila la historia de la banda desde 1979 hasta 1999, aunque omite por completo el material de la banda cuando cantaba Noel Burke (1990–92).

## Lista de canciones
Todas las canciones compuestas por Ian McCulloch, Will Sergeant, Les Pattinson y Pete de Freitas, excepto donde se indique lo contrario.

### Disco 1
1. "Monkeys" (McCulloch, Sergeant, Pattinson) (versión original) – 3.04
2. "The Pictures on My Wall" (McCulloch, Sergeant, Pattinson) (versión sencillo original) – 2.51
3. "Read It in Books" (Julian Cope, McCulloch) (versión sencillo original) – 2.59
4. "Villiers Terrace" (sesión John Peel 15 de agosto de 1979) – 4.13
5. "Rescue" – 4.26
6. "Simple Stuff" – 2.35
7. "Stars Are Stars" – 2.47
8. "All That Jazz" – 2.47
9. "Crocodiles" – 2.40
10. "The Puppet" – 3.07
11. "Do It Clean" – 2.48
12. "Show of Strength" –4.56
13. "Over the Wall" – 6.06
14. "A Promise" – 4.04
15. "Heaven Up Here" –3.43
16. "All My Colours" – 4.02
17. "Broke My Neck" (versión extendida) – 7.17
18. "No Hands" (sesión John Peel 27 de enero de 1982) – 3.11
19. "Fuel" – 4.05
20. "The Subject" – 5.09

### Disco 2
1. "The Back of Love" – 3.15
2. "The Cutter" – 3.52
3. "Way Out and Up We Go" – 4.03
4. "Clay" – 4.16
5. "Heads Will Roll" – 3.33
6. "Gods Will Be Gods" (versión alternativa) – 5.30
7. "Never Stop (Discotheque)" – 4.46
8. "Watch Out Below" (sesión John Peel 19 de septiembre de 1983) – 2.50
9. "The Killing Moon" (versión All Night) – 9.13
10. "Silver (Tidal Wave)" – 5.12
11. "Angels and Devils" – 4.23
12. "Crystal Days" – 2.26
13. "Seven Seas" – 3.20
14. "My Kingdom" – 4.06
15. "Ocean Rain" – 5.18
16. "All You Need Is Love" (Lennon–McCartney) – 6.42

### Disco 3
1. "Bring On the Dancing Horses" – 4.05
2. "Over Your Shoulder" – 4.07
3. "Lover, I Love You" (McCulloch, Sergeant, Pattinson) – 4.20
4. "Satisfaction" (McCulloch, Sergeant, Pattinson) – 4.11
5. "New Direction" (versión sencillo original) (McCulloch, Sergeant, Pattinson) – 4.23
6. "Ship of Fools" (McCulloch, Sergeant, Pattinson) – 4.04
7. "All My Life" (McCulloch, Sergeant, Pattinson) – 4.10
8. "The Game" (McCulloch, Sergeant, Pattinson) – 3.51
9. "Bedbugs and Ballyhoo" – 3.29
10. "Lips Like Sugar" (mezcla sencillo) (McCulloch, Sergeant, Pattinson) – 4.37
11. "People Are Strange" (Robbie Krieger, Jim Morrison) – 4.32
12. "Rollercoaster" – 4.05
13. "Don't Let It Get You Down" (McCulloch, Sergeant, Pattinson) – 3.52
14. "I Want to Be There (When You Come)" (McCulloch, Sergeant, Pattinson) – 3.39
15. "Nothing Lasts Forever" (McCulloch, Sergeant, Pattinson) – 3.56
16. "Hurricane" (McCulloch, Sergeant, Pattinson) – 4.21
17. "Rust" (McCulloch, Sergeant, Pattinson) – 5.24
18. "What Are You Going To Do With Your Life?" (McCulloch, Sergeant, Pattinson) – 5.11

### Disco 4
1. "In the Midnight Hour" (Steve Cropper, Wilson Pickett) – 3.30
2. "Start Again" (directo 6 de noviembre de 1987) (McCulloch) – 3.26
3. "The Original Cutter - A Drop In The Ocean" – 4.00
4. "Heads Will Roll" (versión de mezcla) – 4.25
5. "Bedbugs and Ballyhoo" (versión sencillo original) – 3.38
6. "Zimbo" (directo 17 de julio de 1982 junto a The Royal Burundi Drummers) – 4.57
7. "Angels and Devils" (directo 25 de abril de 1985) – 3.04
8. "She Cracked" (directo 4/85) (Jonathan Richman) – 2.54
9. "It's All Over Now, Baby Blue" (directo 4/85) (Bob Dylan) – 3.33
10. "Soul Kitchen" (directo 25 de abril de 1985) (John Densmore, Krieger, Ray Manzarek, Morrison) – 3.50
11. "Action Woman" (directo 25 de abril de 1985) (Warren Kendrick) – 3.21
12. "Paint It, Black" (directo 25 de abril de 1985) (Jagger/Richards) – 3.15
13. "Run Run Run" (directo 25 de abril de 1985) (Lou Reed) – 3.59
14. "Friction" (directo 25 de abril de 1985) (Tom Verlaine) – 4.44
15. "Crocodiles" (directo 25 de abril de 1985) – 6.06
16. "Heroin" (directo 18 de julio de 1983) (Reed) – 5.43
17. "Do It Clean" (directo 18 de julio de 1983) – 8.18
18. "The Cutter" (versión alternativa) – 4.06

## Personal

### Músicos

#### Echo & the Bunnymen
- Ian McCulloch – guitarra, voz
- Will Sergeant – guitarra, clavecín, sitar
- Les Pattinson – bajo
- Pete de Freitas – batería

#### Otros músicos
| - David Balfe – piano, teclados - Jake Brockman – teclados - Julian Cope – teclados - Liam Gallagher – coros - Michael Lee – batería - London Metropolitan Orchestra – cuerdas, viento-metal, viento-madera - Ray Manzarek – teclados - Mike Mooney – guitarra - Harry Morgan – percusión - Stephen Morris – batería - David Palmer – batería | - Leslie Penny – viento-madera - Alan Perman – clavecín - Adam Peters – piano, violonchelo, director de orquesta, teclados - Guy Pratt – bajo - Henry Priestman – teclados - Shankar – cuerdas - Ed Shearmur – piano - Jeremy Stacey – batería - Mark Taylor – teclados - Tim Whittaker – percusión - Paul "Tubbs" Williams – coros |

### Producción
| - Lars Aldman – productor grabación original - Shawn Amos – coordinación de notas del libreto - Vanessa Atkins – asistente del proyecto - David Balfe – ingeniero de sonido y productor grabación original - Stuart Barry – ingeniero de sonido - David Bascombe – ingeniero de sonido - Michael Bergek – ingeniero de sonido - John Brierly – ingeniero de sonido - Hugh Brown – dirección artística - Emily Cagan – asistente del proyecto - Peter Coleman – ingeniero de sonido - Pete de Freitas – ingeniero de sonido - Bill Drummond – productor grabación original - Echo & the Bunnymen – ingeniero de sonido, mezcla y productor grabación original - Colin Fairley – ingeniero de sonido - David Frazer – ingeniero de sonido - Daniel Goldmark – investigación editorial - Paul Gomersall – ingeniero de sonido - Nick Gomm – ingeniero de sonido - Rachel Gutek – dirección artística - Alex Haas – mezclas - Dan Hersch – remasterización - Kevin Howlett – productor grabación original - Bill Inglot – mezcla, remasterización, producción de audio - Nick Ingman – arreglos de cuerda - Hugh Jones – ingeniero de sonido, productor grabación original - Brian Kehew – mezcla - Bruce Lampcov – mezcla - Laurie Latham – productor grabación original | - Henri Lonstan – ingeniero de sonido - David Lord – ingeniero de sonido - Ray Manzarek – productor grabación original - Guy Massey – ingeniero de sonido - David McLees – asistente del proyecto - Patrick Milligan – supervisor del proyecto - Martin Mitchell – ingeniero de sonido - Jo Motta – asistente del proyecto - Chris Nagle – ingeniero de sonido - Clif Norrell – mezcla - Gil Norton – ingeniero de sonido, mezcla y productor grabación original - Alan Perman – productor grabación original - Randy Perry – asistente del proyecto - Adam Peters – arreglos de cuerda, arreglos orquestales - Gary Peterson – anotaciones discografías - Steve Riddle – ingeniero de sonido - Don Rodenbach – mezcla - Alex Scannell – asistente ingeniero - Steve Short – ingeniero de sonido - Mark "Spike" Stent – mezcla - Julee Stover – supervisión editorial - Cenzo Townshend – ingeniero de sonido - Amy Utstein – asistente del proyecto - Chris Walter – fotografía - Richard Woodcraft – mezcla - Dave Woolley – ingeniero de sonido - Andrea Wright – asistente ingeniero - Andy Zax – productor de la compilación |